# エセックス郡 (ニュージャージー州)

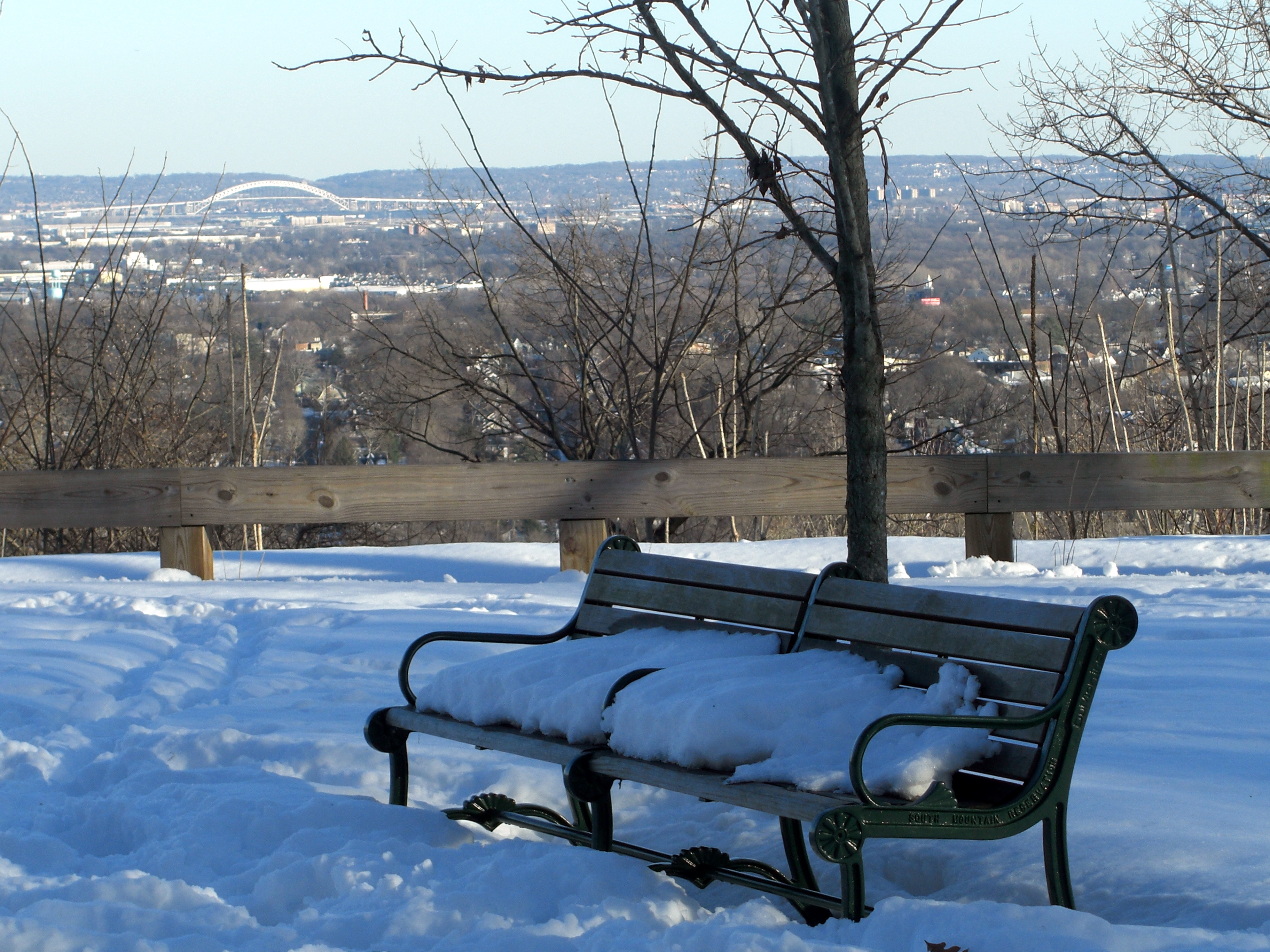
サウス山保護地

エセックス郡（英: Essex County）は、アメリカ合衆国ニュージャージー州の北東部に位置する郡。ニューヨーク都市圏に含まれる。人口は86万3728人（2020年）。郡庁所在地はニューアーク市（人口31万1549人）であり、同郡で人口最大の都市である。
アメリカ合衆国商務省経済分析局に拠れば、2009年の一人当たり年収で国内3,113郡のうちの第94位、州内では第7位だった。

## 概論

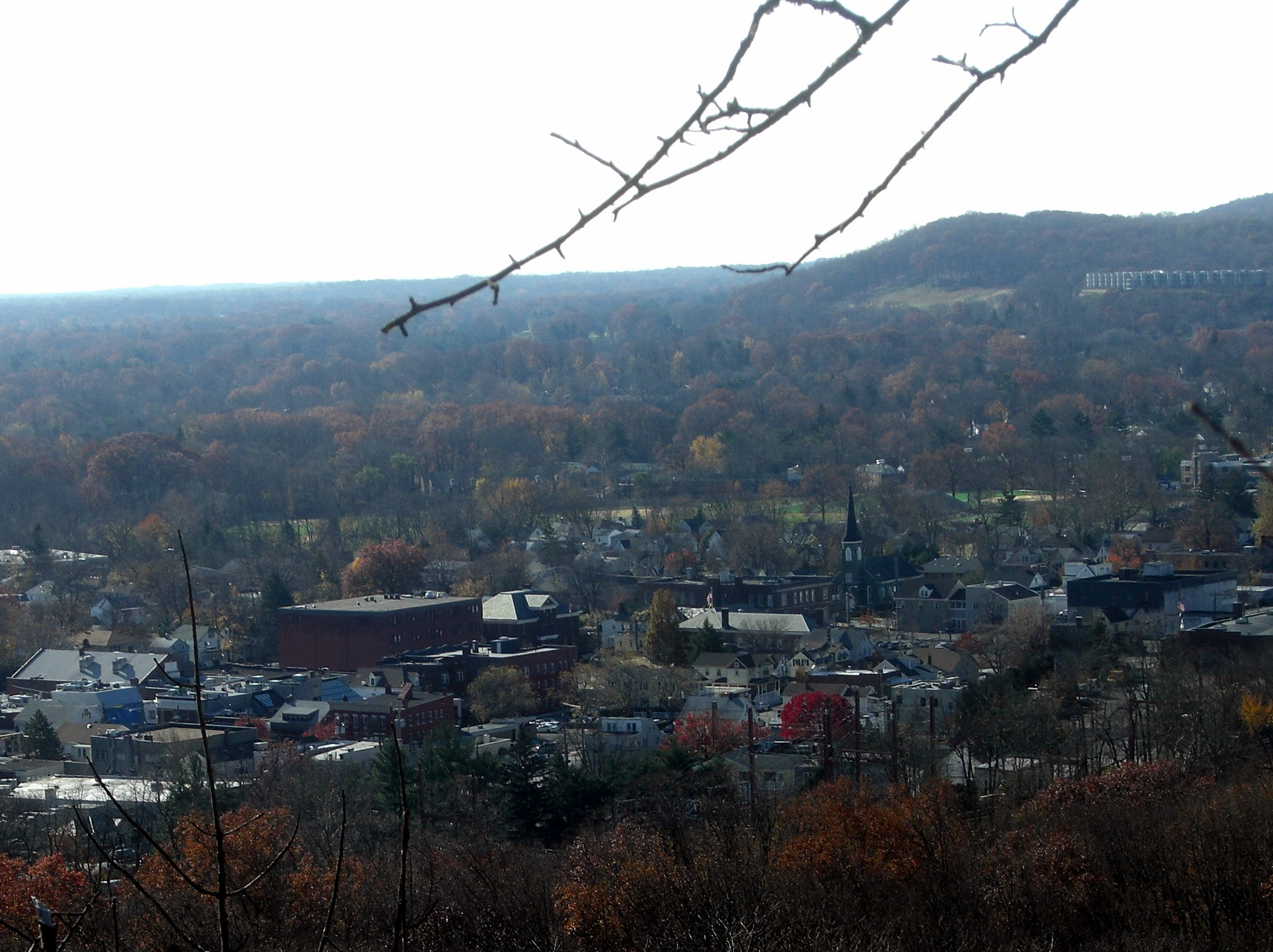
ミルバーン・タウンシップ

エセックス郡はイングランド東部のエセックスから郡名が採られた。
エセックス郡はハドソン郡に次いで、州内では2番目に人口密度の高い郡である。ニューアーク市の人口密度は11,458.3人/平方マイル (4,424人/km2) であり、郡内では陸地面積 (24.19 平方マイル、62.7km2) でも人口 (277,140 人) でも最大の自治体である。面積最少の自治体は1.17平方マイル (3.03 km2) のコールドウェル、人口最少の自治体は2,113人のエセックスフェルズである。郡内の小さな自治体でも多くの大都市に匹敵するような人口密度があり、さらに全国一であるニュージャージー州の平均を優に超えている。
ニューヨーク市に近いニュージャージー州北部の郡と同様に、郡内は比較的裕福な郊外部と、それほど裕福ではなく人口密度の高い都市部に分かれている。特に郡東部は貧しく都会化が進み、郡西部は裕福な郊外部である。

### エセックス郡東部
東部は人口が多く、高層ビルが建ち並び、貧困者が多く、また犯罪率も高い。一般的には安定し、多民族で、中流階級という多様な構成である。例えば、ニューアーク市の北部と西部はベイルズバーグやフォレストヒルのように整然とした郊外地である。東部はブラジル系やポルトガル系の多いアイアンバウンドである。イーストオレンジ市には大邸宅が並ぶプレジデンシャルエステイツがある。ベルビルとブルームフィールドは昔からのイタリア系の町であり、現在でもイタリア系の中核ではあるが、近年はラテンアメリカやアジアからの移民が増えている。エポダンクに拠れば、2009年時点でナットリーの人口の36%はイタリア系である。
21世紀への変わり目から、この地域では既存住宅の再建や改修が進んできた。2000年代、ニューアーク市は建築許可数で州内最多だった。その要因として、市全体で住宅開発を奨励したこと、地元経済の改善、マンハッタンに近い所での低価格住宅に対する需要増が挙げられる。ニューアーク市はアメリカ合衆国北東部でも最大級に成長速度が高い都市となってきた。収入の中央値が上がり、貧困率が下がってきたことも報告されている。1970年代から1980年代初期まで頻発した暴動の後、荒廃と放棄からの再生となっている。
東部の犯罪率は、昔から州内でも国内でも高い方だったが、近年は東隣のニューヨーク市の状況を反映してかなり改善されてきた。2006年までの10年間でニューアーク市の犯罪件数は60%減少し、40年前のレベルになった。隣接するイーストオレンジ市では、2005年から2007年の3年間で50%減少した。ニューアーク市やイーストオレンジ市での殺人犯罪率は減少したが、ニューアーク市、アービントン、イーストオレンジ市、オレンジでの殺人犯罪率は依然として高い。2008年、ニューアーク市での殺人件数は67件であり、2007年の105件からは減少し、1981年に記録した過去最多の161件からは半分以下になった。

### エセックス郡西部
エセックス郡西部は対照的に郊外部であり、裕福な傾向がある。この地域で民族と人種で最も多様でありかつ統合が進んだ自治体として、モントクレア、ウェストオレンジ、サウスオレンジ、メイプルウッドがある。グレンリッジ、モントクレア、ベローナ、オレンジ各地区などはニューヨーク市民を惹き付ける場所となっている。リビングストン、ローズランド、サウスオレンジ、メイプルウッド、ミルバーン、ノースコールドウェル、エセックスフェルズなどは国内でも裕福な町として知られている。ショートヒルズ、サウスオレンジ、リビングストンは裕福なユダヤ系アメリカ人の住む町である。リビングストンは台湾系アメリカ人が増えており、その多くはアイビー・リーグで高い教養を積んだホワイトカラー専門職である。ショートヒルズにあるショートヒルズ・モールは大規模なショッピングセンターであり、裕福なモリス郡やユニオン郡に近い。
ニューアーク市の世帯当たり収入中央値が26,913米ドル、一人当たり収入が13,009米ドルと郡内でも最貧クラスであるのに対し、エセックスフェルズは世帯当たり収入中央値が148,173米ドル、一人当たり収入が77,434米ドルと、国内でも最大級、州内で第4位の裕福な自治体である。ニューアーク市とエセックスフェルズは10マイル (16 km) しか離れていない。
多くの住人がニューヨーク市に通勤する一方で、郡内にはオーガノン・インターナショナル、アンハイザー・ブッシュ、オートマティック・データ・プロセッシング、CITグループ、エフ・ホフマン・ラ・ロシュ、W・W・グレンジャー、ダン&ブラッドストリート、プルデンシャル・ファイナンシャルなどの企業が、大型施設や本社を構えており、郡内にばらまかれた多くの工場や大型産業団地がある。
エセックス郡は完全に都市化が進んだ郡としては最初期のものであり、開発のために全ての土地が失われてしまわないよう、郡公園システムを創設した最初の郡だった。
郡内の様々な町、特にニューアークやオレンジなど、およびコールドウェルズがHBOのテレビドラマ『ザ・ソプラノズ 哀愁のマフィア』に登場した。
郡内にはニューアーク・リバティ国際空港、エセックス郡空港、およびニューアーク・エリザベス港マリンターミナルがある。

## 歴史

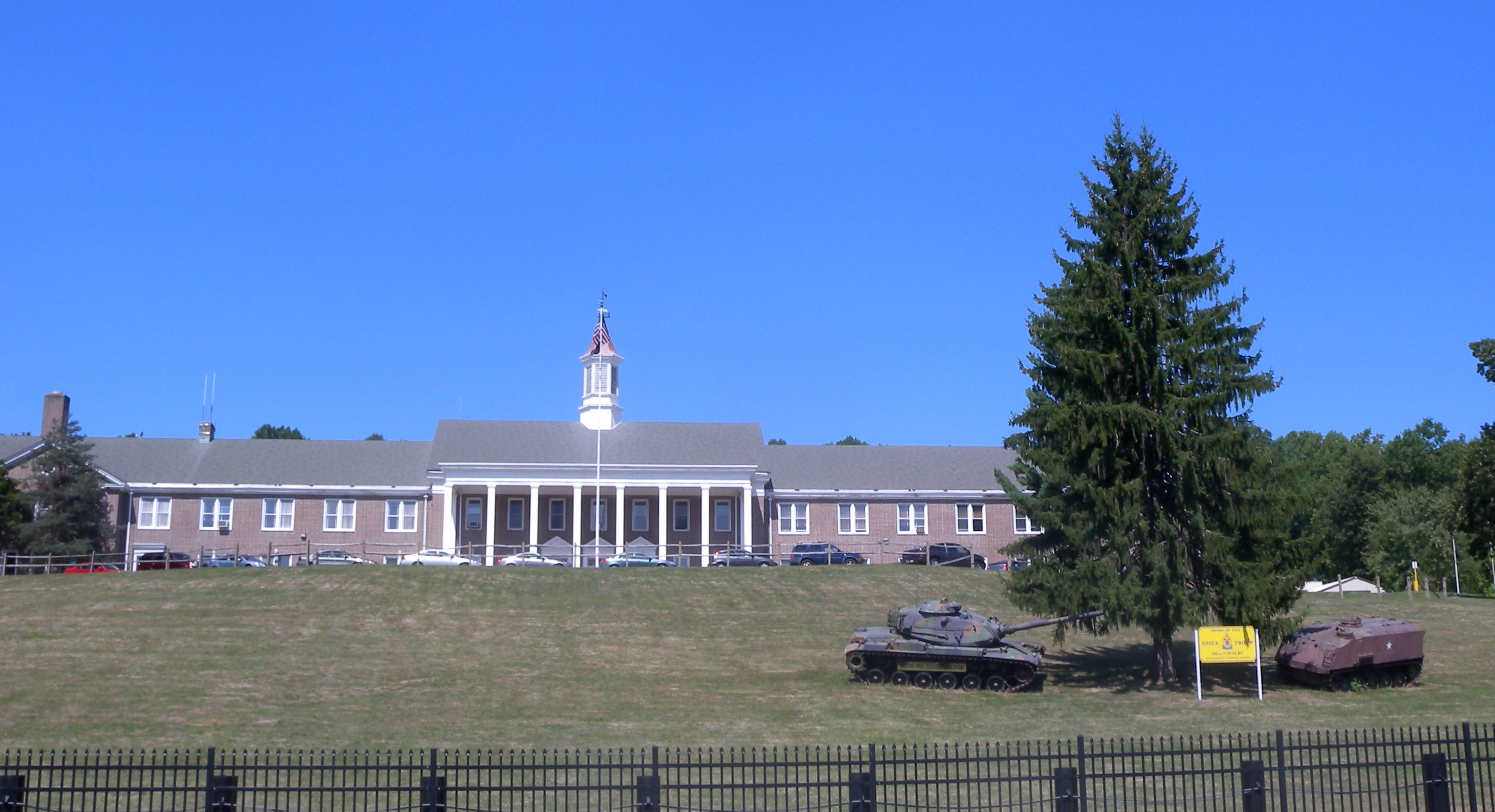
ニュージャージー州軍エセックス・トループ

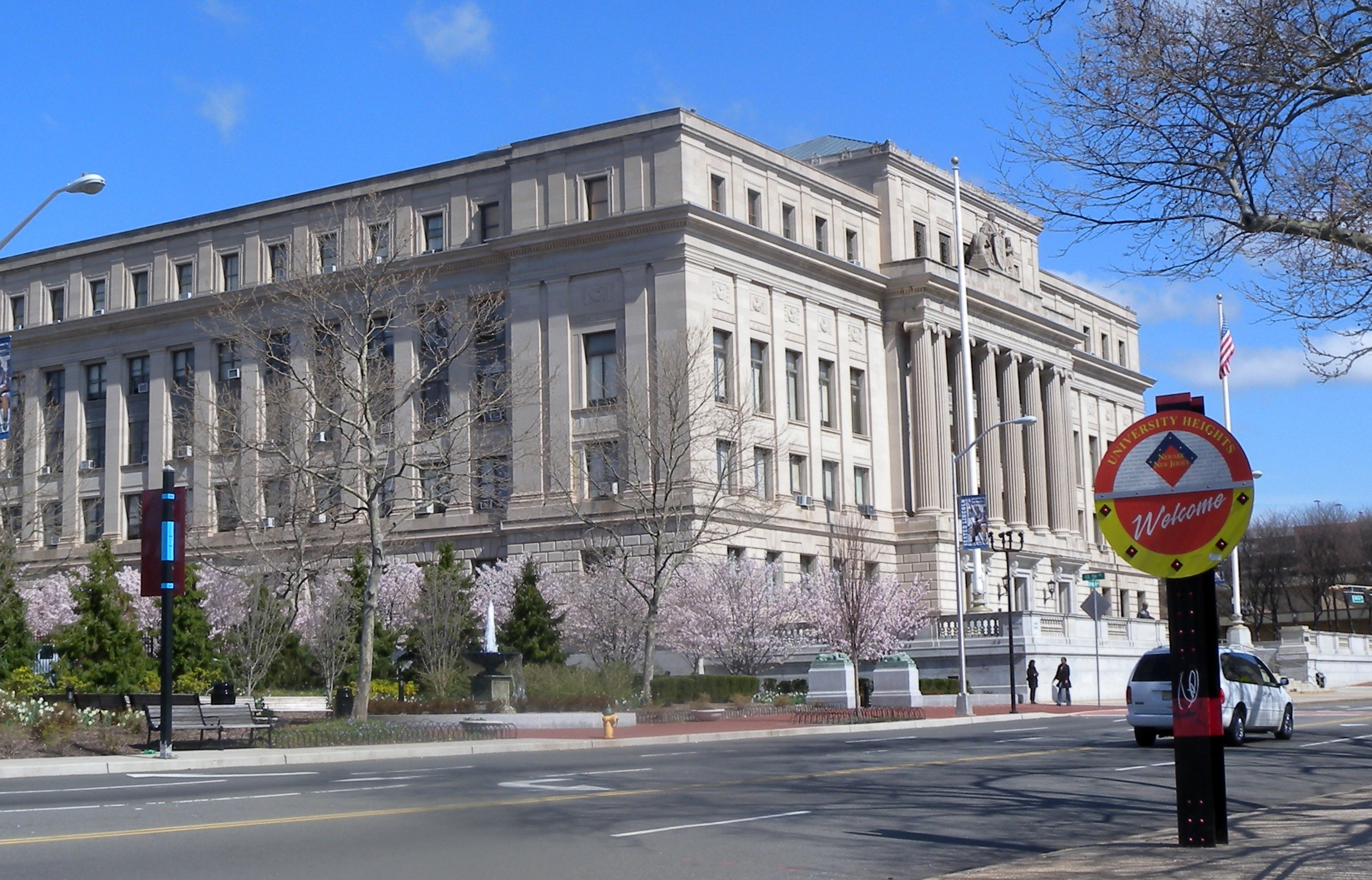
エセックス郡記録館

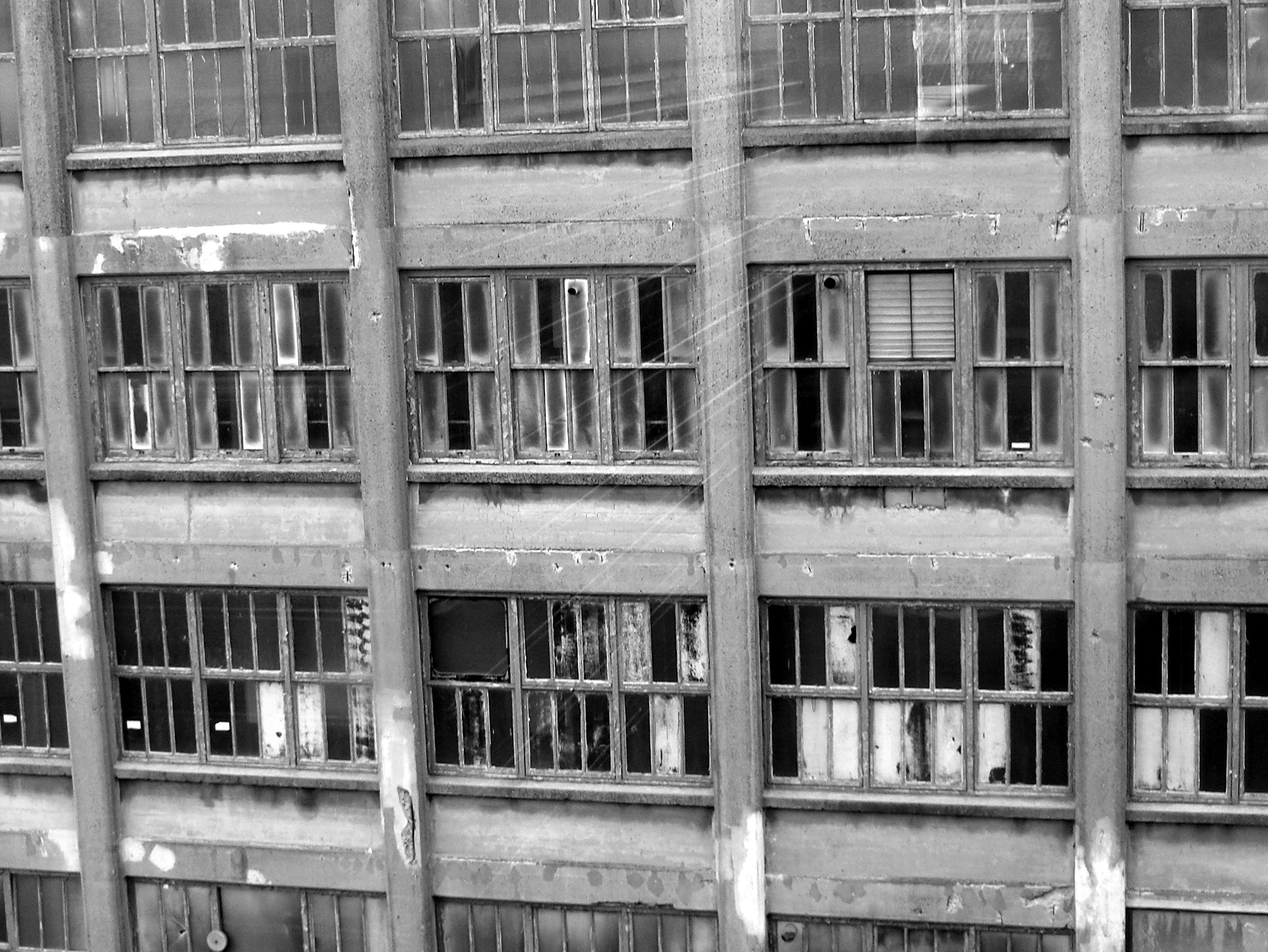
ウェストオレンジにあるトマス・エジソン工場

エセックス郡は当初1675年に東ジャージー内の4管理地区の1つとして設立された。他にはバーゲン、ミドルセックス、モンマスの各郡があった。エセックス郡としては1683年3月7日に組織化された。郡名はイングランドの古王国の1つ、エセックス王国から採られた。
1741年、郡域の一部がサマセット郡創設のために取られた。1837年、エセックス郡とバーゲン郡の一部を合わせて、パセーイク郡が造られた。1857年、郡域からユニオン郡が創設された。

## 地理
アメリカ合衆国国勢調査局に拠れば、郡域全面積は129.631平方マイル (335.74 km2)であり、このうち陸地126.212平方マイル (326.89 km2)、水域は3.419平方マイル (8.86 km2)で水域率は2.64%である。
郡域は平坦な東部から西半分のワチャング山地の2つの尾根まで標高を上げており、そのさきはパセーイク川に向かって再度低くなっている。
郡内最高地点は、ベローナ、ノースコールドウェル、シーダーグローブの間に散在する4か所であり、標高は675フィート (206 m) である。最低地点はニューアーク湾の海面である。

### 交通
- 州間高速道路78号線
- 州間高速道路280号線
- 州間高速道路80号線、フェアフィールド・タウンシップ内のみ
- ガーデンステイト・パークウェイ
- ニュージャージー・ターンパイク（州間高速道路95号線）、ニューアーク市内のみ
- アメリカ国道1号線、9号線合流、ニューアーク市内のみ
- アメリカ国道22号線、ニューアーク市内のみ
- アメリカ国道46号線、フェアフィールド・タウンシップ内のみ
- ニュージャージー州道7号線
- ニュージャージー州道10号線
- ニュージャージー州道21号線
- ニュージャージー州道23号線
- ニュージャージー州道24号線
- ニュージャージー州道27号線、ニューアーク市内のみ
- ニュージャージー州道124号線
- ニュージャージー州道159号線
- アイゼンハワー・パークウェイ

ニューアーク市ペンシルベニア駅の後にニュージャージー・トランジットの本社があり、この駅を郡東部の起点として郡内に多くのバスルートが運行されている。ニュージャージー・トランジットの北東回廊線、ニュージャージー海岸線、ラリタン・バレー線、モントクレア・ブーントン線、モリス・アンド・エセックス線が全て、ニューアーク市ペンシルベニア駅とブロード通り駅を通り、郡内の各駅に向かう他、ニューヨーク市ペンシルベニア駅や、フィラデルフィア市30番通り駅に向かっている。トランス・ハドソン港湾局やニューアーク・ライトレールもニューアーク市ペンシルベニア駅から出ており、さらに郡内のバス・ネットワークを形成している。
アムトラックもアセラ・エクスプレス、カーディナル、カロリニアン、クレセント、キーストーン・サービス、パルメット、ペンシルベニアン、ノースイースト・リージョナル、シルバー・スター、シルバー・メティオ、バーモンターの各列車をニューアーク市ペンシルベニア駅経由で走らせている。
郡南東部にはニューアーク・リバティ国際空港があり、ニューヨーク・ニュージャージー港湾公社が運営するニューヨーク大都市圏の3空港の1つである。
ニューアーク・エリザベス港マリンターミナルはニューヨーク・ニュージャージー港の主要部である。ニューアーク湾に位置し、ニューヨーク・ニューアーク大都市圏、北アメリカの北東4分の1に出入りする商品のコンテナ取扱施設として機能している。ニューアーク港とエリザベス・マリンターミナルの2部があり、共存し、ニューヨーク・ニュージャージー港湾公社が共同運営している。ニューアーク市とエリザベス市の市域内にあり、ニュージャージー・ターンパイクやニューアーク・リバティ国際空港のすぐ東にある。

### 気候と気象
エセックス郡の全域は温暖湿潤気候にある。気温は場所によって様々に変化している。東部のニューアーク市、南部と南東部では、冬季でも冷涼から暑い範囲で変化する。西部でも気温は東部に類似するが、ワチャング山地の標高が高い所は幾らか異なっている。州間高速道路280号線沿いの1月ではイーストオレンジで雨が降ることがある。280号線を西に向かうと大きな丘陵があって、標高は150フィート (46 m) から650フィート (200 m) に上がり、標高差は500フィート (150 m) となる。この岡の頂上では3、4度低くなり、雪になることがある。
近年、郡庁所在地であるニューアーク市の平均気温は1月の24°F (-4 ℃) から7月の86°F (30 ℃) まで変化している。過去最低気温は1934年2月に記録された-14°F (-26 ℃) であり、過去最高気温は1993年7月に記録された105°F (41 ℃) である。月間降水量は2月の2.9インチ (76 mm) から7月の4.76インチ (121 mm) まで変化している。

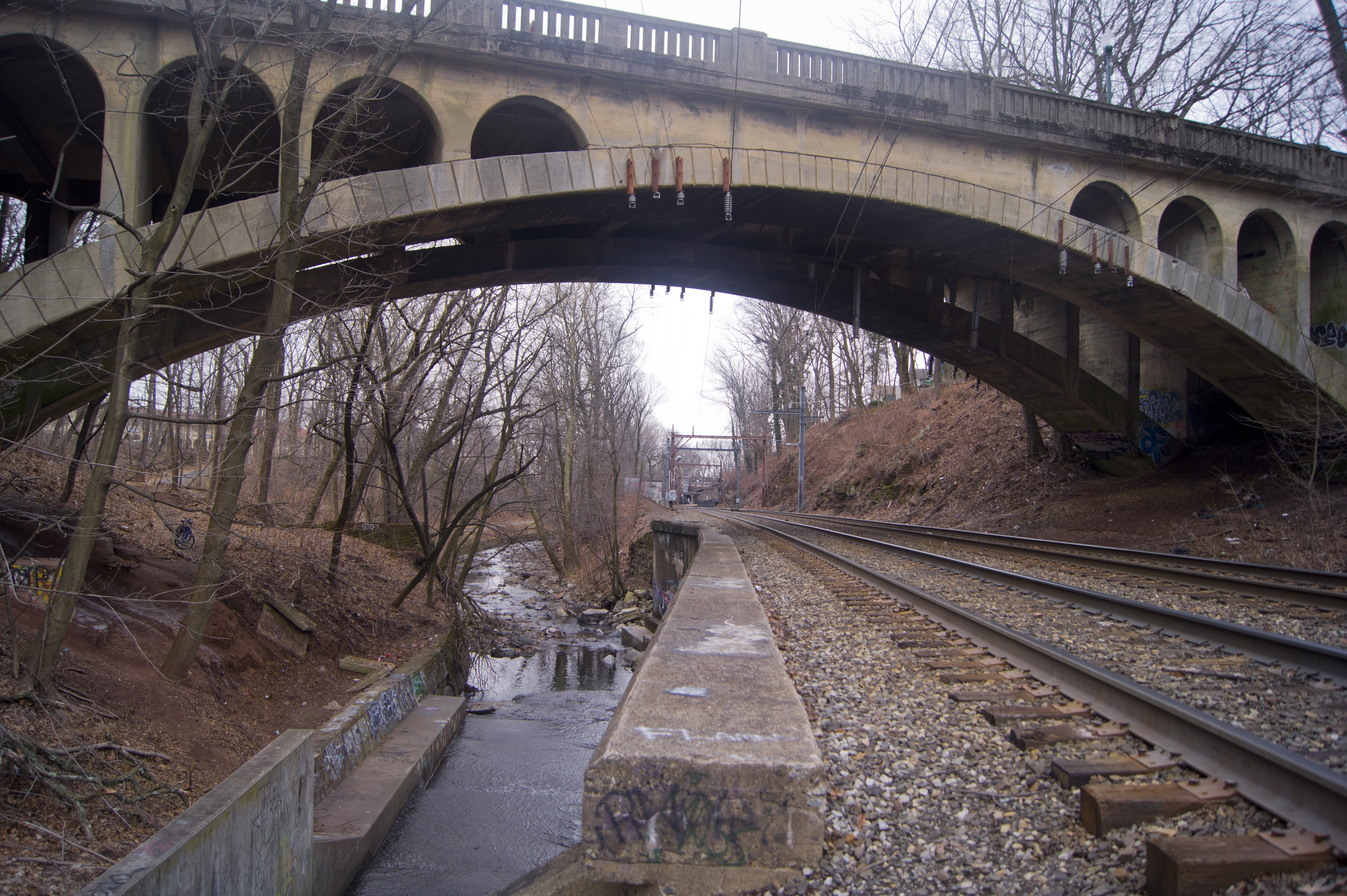
フリーマン・パークウェイの跨線橋、下はモントクレア・ブーントン線とトニーズ・ブルック

### 隣接する郡
- パセーイク郡 - 北
- バーゲン郡 - 東
- ハドソン郡 - 東
- ユニオン郡 - 南
- モリス郡 - 西

### 国立保護地域
- エジソン国立歴史史跡

## 人口動態
以下は2010年国勢調査による人口統計データである。（　）内に2000年データを示す。
| 基礎データ - 人口: 783,969人 (793,633人) - 世帯数: 283,712 世帯 (283,736 世帯) - 家族数: 189,236 家族 (193,507 家族) - 人口密度: 2,398.3人/km2（6,211.5人/mi2）(2,427, 6,285) - 住居数: 312,954軒 (301,011軒) - 住居密度: 957軒/km2（2,480軒/mi2）(920, 2,384) 人種別人口構成 - 白人: 42.59% (44.46%) - アフリカン・アメリカン: 40.88% (41.24%) - ネイティブ・アメリカン: 0.39% (0.23%) - アジア人: 4.57% (3.71%) - 太平洋諸島系: 0.04% (0.05%) - その他の人種: 8.38% (6.88%) - 混血: 3.16% (3.42%) - ヒスパニック・ラテン系: 20.30% (15.42%) 先祖による構成（2000年データ） - イタリア系：12.3% - 西インド諸島系：5.7% - アイルランド系：5.6% 年齢別人口構成 - 18歳未満:24.9% (26.1%) - 18-24歳: 9.5% (9.4%) - 25-44歳: 28.6% (31.1%) - 45-64歳: 25.6% (21.5%) - 65歳以上: 11.5% (11.9%) - 年齢の中央値: 36歳 (35歳) - 性比（女性100人あたり男性の人口） - 総人口: 92.1 (90.7) - 18歳以上: 88.6 (86.4) | 世帯と家族（対世帯数） - 18歳未満の子供がいる: 33.2% (33.8%) - 結婚・同居している夫婦: 40.1% (42.3%) - 未婚・離婚・死別女性が世帯主: 20.6% (20.4%) - 非家族世帯: 33.3% (31.8%) - 単身世帯: 27.7% (26.7%) - 65歳以上の老人1人暮らし: 9.4% (9.6%) - 平均構成人数 - 世帯: 2.68人 (2.72人) - 家族: 3.29人 (3.30人) 収入と家計（2000年データ） - 収入の中央値 - 世帯: 44,944米ドル - 家族: 54,818米ドル - 性別 - 男性: 41,374米ドル - 女性: 32,052米ドル - 人口1人あたり収入: 24,943米ドル - 貧困線以下 - 対人口: 15.6% - 対家族数: 12.8% - 18歳未満: 20.5% - 65歳以上: 12.2% |

郡内にはイタリア系住民が多く、幾つかの町では構成比が25%を超えている。郡西部と北東部、北半分の大半はイタリア系が多い。ベルビルでは30.9%、シーダーグローブでは34.8%、フェアフィールド・タウンシップでは45.8%などとなっている。
ユダヤ系人口も、2002年全国ユダヤ系人口調査に拠れば、76,200人となっていた。

## 郡政府と政治
エセックス郡は郡執行官形態の政府を採っており、執行官が行政機能、郡政委員会が立法機能を受け持っている。郡執行官は直接選挙で選ばれる。郡政委員会は9人の委員で構成されている（ニュージャージー州では "Board of Chosen Freeholders" と呼ばれる）。郡全体を選挙区に4人が、小選挙区から5人が党派選挙で選出される。1月初めに開催される委員会で互選により議長と副議長を1年間任期で選出する。
アメリカ合衆国下院議員の選挙ではニュージャージー州第7、第8、第10および第11選挙区に入っている。2013年時点では共和党議員2人、民主党議員2人を選出している。

### 政治
アメリカ合衆国大統領選挙では、一貫して民主党候補を支持してきており、1984年の選挙でもウォルター・モンデールを支持した州内唯一の郡になった。2004年アメリカ合衆国大統領選挙では、民主党のジョン・ケリーが共和党のジョージ・W・ブッシュに対して41.6%という大差で郡を制し、州内では最大の支持率となった。州全体ではケリーが6.7%差で勝った。過去4回の選挙で、民主党候補の支持率は69%以上となっている。

### 警察
郡レベルの警察は、エセックス郡検察官事務所とエセックス郡保安官事務所が担当している。エセックス郡警察署は2007年に保安官事務所に吸収された。

## 都市

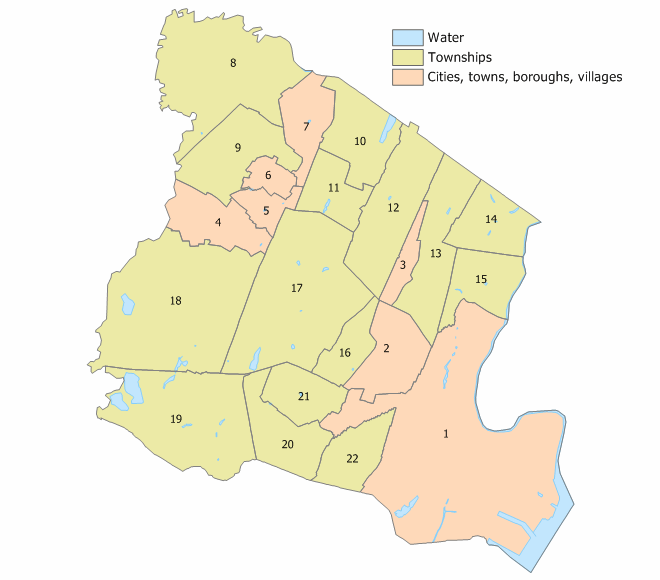
エセックス郡の自治体

エセックス郡には下記の自治体がある。国勢調査指定地域（CDP)と未編入の町はその所属するタウンシップの下に挙げる。名称の後の数字は右図の番号である。CDPと標記されない町は未編入の町である。

### 市
- ニューアーク、1（郡庁所在地）
- イーストオレンジ、2

### タウンシップ
- ベルビル、15
  - シルバーレイクCDP
- ブルームフィールド、13
  - ブルックデールCDP
  - シルバーレイクCDP
- シーダーグローブ、10
- オレンジ、16
- フェアフィールド、8
- アービントン、22
- リビングストン、18
- メイプルウッド、20
- ミルバーン、19
  - ショートヒルズ
- モントクレア、12
  - アッパーモントクレアCDP
- ナットリー、14
- サウスオレンジ、21
- ベローナ、11
- ウェストコールドウェル、9
- ウェストオレンジ、17

### ボロ
- コールドウェル、6
- エセックスフェルズ、5
- グレンリッジ、3
- ノースコールドウェル、7
- ローズランド、4

## 公園とレクリエーション
エセックス郡は独自の公園管理部を持ったことで国内初の郡である。エセックス郡公園システムと呼ばれている。
- アンダーソン公園、モントクレア
- ベッカー公園、ローズランド
- ブランチブルック公園、ニューアーク市/ベルビル、郡最古の公園
- ブルックデール公園、モントクレア/ブルームフィールド
- イーグルロック保護地、ウェストオレンジ/モントクレア
- グレンフィールド公園、モントクレア/グレンリッジ
- グロバー・クリーブランド公園、コールドウェル
- ヒルトップ保護地、コールドウェル/ シーダーグローブ/ ノースコールドウェル/ ベローナ
- アービントン公園、アービントン
- アイビーヒル公園、ベイルスバーグ
- キップスキャッスル公園、ベローナ
- ミルズ保護地、シーダーグローブ/アッパーモントクレア
- オレンジ公園、オレンジ
- サウス山保護地、ウェストオレンジ/サウスオレンジ/ミルバーン/メイプルウッド
- ベイルスバーグ公園、ニューアーク市
- ベローナ公園、ベローナ
- ワトセッシング公園、ルームフィールド/イーストオレンジ市
- ウィーカヒック公園、ニューアーク市
- ウェストエセックス公園、ウェストコールドウェル/ローズランド
- ウェストサイド公園、ニューアーク市
- ヤンティコー公園、ナットリー

## 教育
郡内には公立5つと私立5つの高等教育機関がある。

### 公立高等教育機関
- エセックス郡カレッジ、ニューアーク市
- モントクレア州立大学、モントクレア
- ニュージャージー工科大学、ニューアーク市
- ラトガース大学ニューアーク校
- ニュージャージー医科歯科大学、ニューアーク市

### 私立高等教育機関
- バークレー・カレッジ、ニューアーク市
- ブルームフィールド・カレッジ、ブルームフィールド
- コールドウェル・カレッジ、コールドウェル
- セトンホール大学、サウスオレンジ
- セトンホール大学法学校、ニューアーク市
- ウプサラ・カレッジ、廃校